# Esclottes
Esclottes is een gemeente in het Franse departement Lot-et-Garonne (regio Nouvelle-Aquitaine) en telt 172 inwoners (1999). De plaats maakt deel uit van het arrondissement Marmande.

## Geografie
De oppervlakte van Esclottes bedraagt 9,1 km², de bevolkingsdichtheid is 18,9 inwoners per km².
De onderstaande kaart toont de ligging van Esclottes met de belangrijkste infrastructuur en aangrenzende gemeenten.

## Demografie
Onderstaande figuur toont het verloop van het inwonertal (bron: INSEE-tellingen).